# Le Petit-Abergement

Le Petit-Abergement este o comună în departamentul Ain din estul Franței.